# La noche siempre llega
"La Noche Siempre Llega" (título original en inglés: Night Always Comes) es una película de Drama estadounidense de suspenso y drama criminal de 2025 dirigida por Benjamin Caron a partir de un guion de Sarah Conradt, que adapta la novela de 2021 "La Noche Siempre Llega" de Willy Vlautin . Está protagonizada por Vanessa Kirby (quien también es productora de la película), Jennifer Jason Leigh, Zack Gottsagen, Stephen James, Randall Park, Julia Fox, Michael Kelly y Eli Roth .
Night Always Comes se estrenó en Netflix el 15 de agosto de 2025.  

## Premisa
Una mujer desesperada en el noroeste del Pacífico intenta recaudar dinero. 

## Reparto
- Vanessa Kirby como Lynette
- Jennifer Jason Leigh como Doreen
- Zack Gottsagen como Kenny, el hermano mayor de Lynette.
- Stephan James como Cody
- Randall Park como Scott
- Julia Fox como Gloria
- Michael Kelly como Tommy
- Eli Roth como Blake

## Producción
En marzo de 2024, se anunció que la película sería producida por Aluna Entertainment bajo su acuerdo con Netflix . La película, basada en la novela de 2021 de Willy Vlautin, sería dirigida por Benjamin Caron a partir de un guion de Sarah Conradt. Vanessa Kirby protagonizaría y también produciría la película. También producirían Lauren Dark, Benjamin y Jodie Caron, Gary Levinsohn y Billy Hines.  
El reparto también incluye a Jennifer Jason Leigh , Zack Gottsagen , Esteban James , Julia Fox , Eli Roth , Parque Randall y Michael Kelly .  
La fotografía principal comenzó en Portland, Oregón, en la primavera de 2024. 

## Recepción
En el sitio web agregador de reseñas Rotten Tomatoes, el 55% de las 33 reseñas de los críticos son positivas. Metacritic, que utiliza un promedio ponderado, le asignó a la película una puntuación de 62 sobre 100, basada en 12 críticos, lo que indica reseñas "generalmente favorables".